# Edmund Tudruj

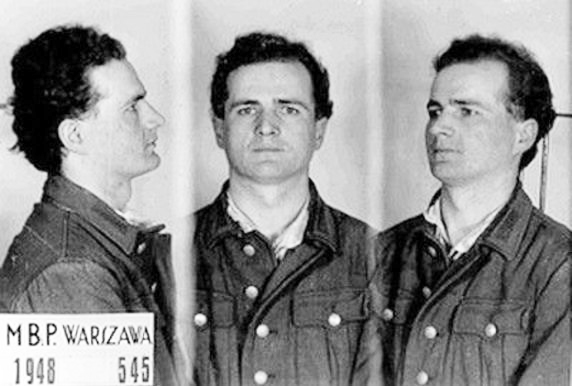
Edmund Tudruj po aresztowaniu przez Ministerstwo Bezpieczeństwa Publicznego 1948

Edmund Tudruj ps. Mundek (ur. 22 października 1923 w Stasinie, zm. 7 marca 1949 w Warszawie) – porucznik, żołnierz Armii Krajowej, członek Zrzeszenia „Wolność i Niezawisłość” w okresie powojennym. Stracony w więzieniu mokotowskim.

## Życiorys

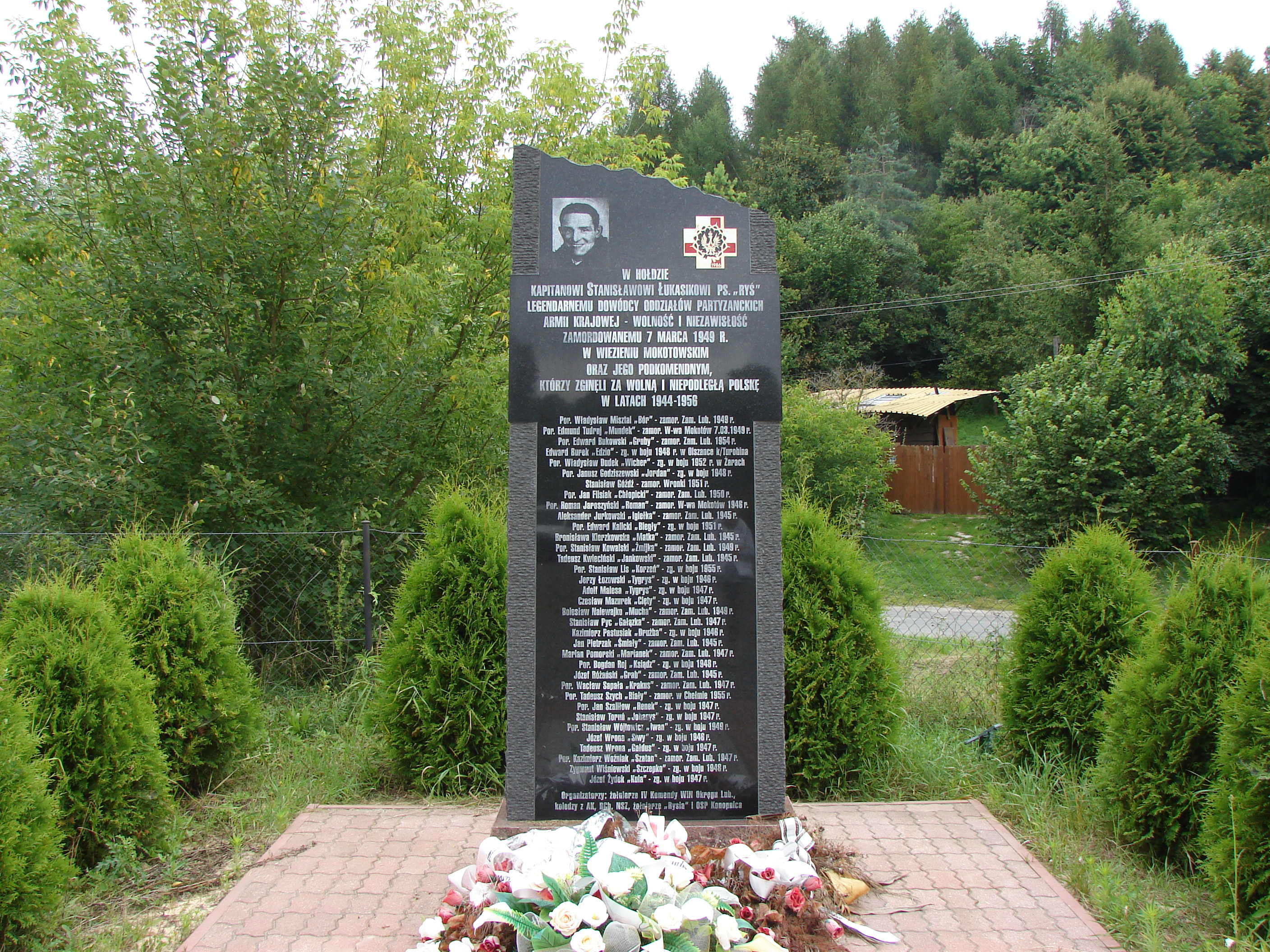
Pomnik z nazwiskiem Edmunda Tudruja w Konopnicy

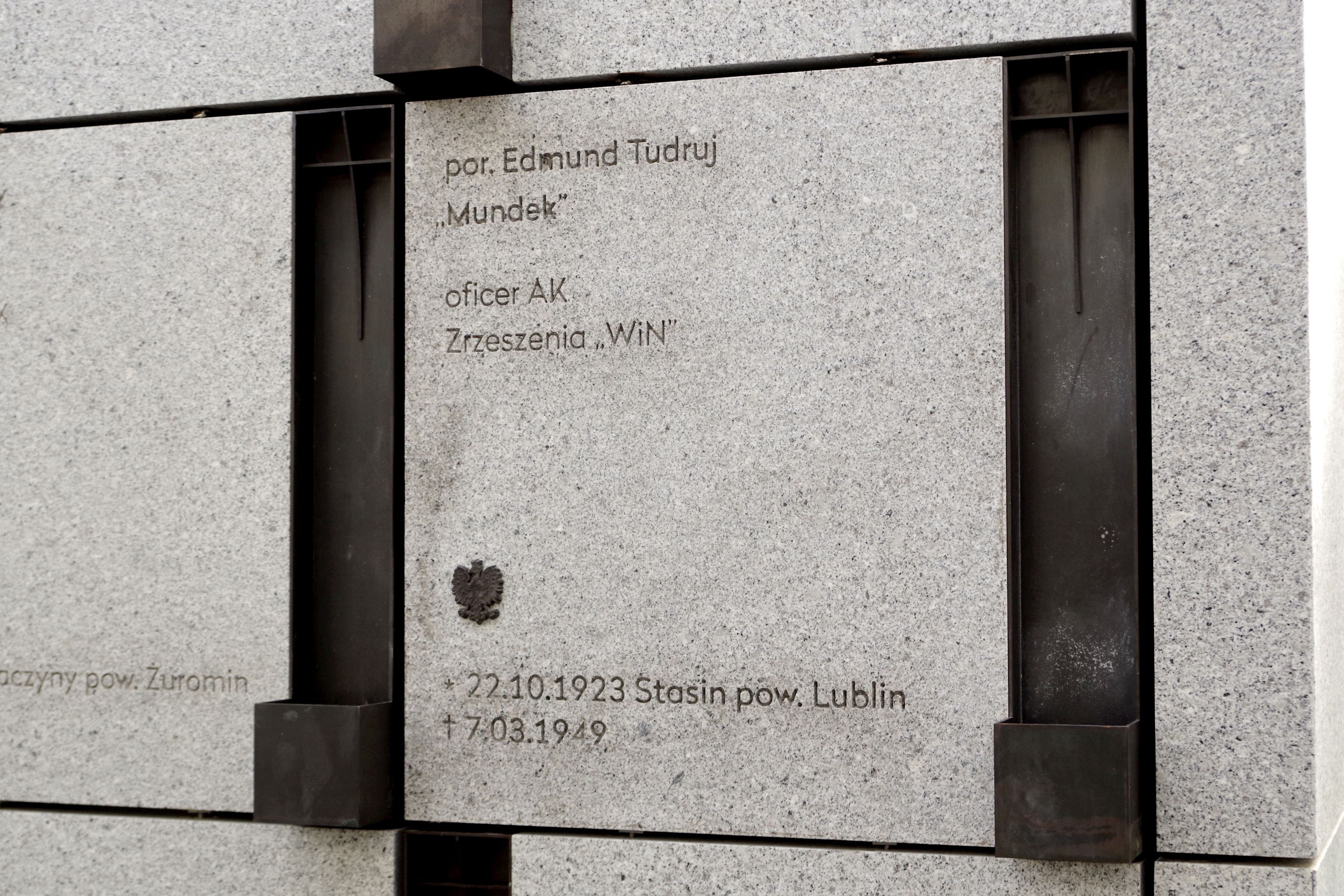
Grób por. Edmunda Tudruja ps. „Mundek” w Panteonie – Mauzoleum Wyklętych-Niezłomnych na Cmentarzu Wojskowym na Powązkach w Warszawie.

Urodził się w rodzinie chłopskiej, był synem Pawła i Teofili z domu Kozak. W czasie okupacji niemieckiej ukończył gimnazjum i zdał maturę na tajnych kompletach. Po jej zdaniu w 1941 r. wstąpił do organizacji konspiracyjnej.
Po ukończeniu tajnej podchorążówki walczył w oddziale AK Stanisława Łukasika (ps. Ryś). Brał udział we wszystkich akcjach oddziału przeciwko Niemcom.
Po wkroczeniu w II połowie lipca 1944 r. Armii Czerwonej na Lubelszczyznę jego oddział został rozwiązany, a on sam podjął pracę na kolei. W październiku 1944 r. został aresztowany przez NKWD i wywieziony do łagru NKWD w Borowiczach za Moskwą, w którym od 1944 r. więziono żołnierzy Armii Krajowej. Przebywał tam do marca 1945. Niedługo po powrocie do kraju, w maju tego roku, znów wstąpił do oddziału „Rysia”, nosił pseudonim „Mundek”, i pełnił funkcję oficera prowiantowego. W grudniu 1945 r. został przypadkowo aresztowany i skazany na 10 miesięcy. Po odzyskaniu wolności ponownie wszedł w skład oddziału Łukasika należącego do zgrupowania Hieronima Dekutowskiego „Zapory”, podlegającego Inspektoratowi Lublin Zrzeszenia „Wolność i Niezawisłość”. Jesienią 1946 na rozkaz dowódcy zgrupowania objął dowództwo piętnastoosobowego oddziału Kazimierza Woźniaka (ps. Szatan), który działał w powiecie Lubartów. Ponieważ był poszukiwany przez UB w styczniu 1947 r. „Zapora” wezwał go do wspólnego wyjazdu na Zamojszczyznę. Uczestniczył tam w akcjach zbrojnych przeciw komunistycznemu aparatowi bezpieczeństwa. Nie ujawnił się w czasie tzw. amnestii dla podziemia niepodległościowego z 1947 r.
W maju 1947 r. został zastępcą dowódcy oddziału Juliana Rejmaka (ps. Julka). Ponieważ był już bardzo intensywnie poszukiwany przez UB to opuścił Zamojszczyznę i od tego czasu często zmieniał miejsce pobytu, przemieszczając się głównie po zachodniej Polsce. Na krótko zatrzymywał się w Zakopanem, Wrocławiu, Wałbrzychu, Szczecinie i Poznaniu. Jesienią 1947 r. mjr. Hieronim Dekutowski „Zapora” zaproponował mu wspólny wyjazd na Zachód. Wraz z grupą innych żołnierzy zagrożonych aresztowaniem podjęli taką próbę ucieczki. Jednak w wyniku zdrady i prowokacji zorganizowanej przez UB w Katowicach wszyscy oni zostali podstępnie aresztowani w punkcie kontaktowym w Nysie. Edmund Tudruj został tam zatrzymany 16 września 1947 roku. Następnie trafił do centralnego więzienia MBP w Warszawie na Mokotowie.
Wyrokiem Wojskowego Sądu Rejonowego w Warszawie z 14 listopada 1948 r. został przez sędziów: majora Józefa Badeckiego, kapitana Józefa Kanteckiego i kaprala Ryszarda Wasilewskiego skazany na karę śmierci. Wyrok podtrzymał Najwyższy Sąd Wojskowy w składzie pułkownik Józef Dziowe, podpułkownik Alfred Janowski i pułkownik Józef Warecki, a Bolesław Bierut decyzją 28 lutego 1949 nie skorzystał z prawa łaski.
Porucznik Edmund Tudruj został stracony 7 marca 1949 r. razem z sześcioma towarzyszami walki: majorem Hieronimem Dekutowskim, Romanem Grońskim, Stanisławem Łukasikiem, Jerzym Miatkowskim, Tadeuszem Pelakiem i Arkadiuszem Wasilewskim w więzieniu mokotowskim przy ul. Rakowieckiej w Warszawie. W 1994 i 1995 został zrehabilitowany wyrokami Sądu Wojskowego w Warszawie.Trwające kilkadziesiąt lat poszukiwania miejsca spoczynku ofiary komunistycznego mordu zostały uwieńczone sukcesem. Latem 2012 r. badacze Instytutu Pamięci Narodowej działający pod kierunkiem prof. Krzysztofa Szwagrzyka odkryli i zabezpieczyli jego szczątki podczas prac ekshumacyjnych na terenie Kwatery na Łączce, na warszawskich Powązkach. 28 lutego 2014 w Belwederze odbyła się uroczystość z udziałem prezydenta RP Bronisława Komorowskiego, podczas której ogłoszono, że nazwisko Edmunda Tudruja było wśród 12 nazwisk zidentyfikowanych ofiar, których szczątki ekshumowano w Kwaterze na „Łączce”.
Identyfikację szczątków odnalezionych na kwaterze „Ł” przeprowadza Pomorski Uniwersytet Medyczny w Szczecinie przy współpracy z Instytutem Ekspertyz Sądowych w Krakowie w ramach Polskiej Bazy Genetycznej Ofiar Totalitaryzmów pod kierownictwem dr. Andrzeja Ossowskiego.

## Order
Postanowieniem prezydenta Lecha Kaczyńskiego z 15 listopada 2007 r., w 59. rocznicę skazania przez Wojskowy Sąd Rejonowy w Warszawie na karę śmierci siedmiu „Żołnierzy Wyklętych, został za wybitne zasługi dla niepodległości Rzeczypospolitej Polskiej odznaczony Krzyżem Komandorskim Orderu Odrodzenia Polski.